# Carlos del Toro Orihuela
Carlos Jesús del Toro Orihuela (nació en La Habana, Cuba, en octubre de 1954). Es un artista de Cubano que trabaja en el grabado, la pintura y el dibujo. Desde 1971 y hasta 1975 estudió en la Escuela Nacional de Artes Plásticas "San Alejandro", en La La Habana, Cuba. En 1984 se gradúa de Grabado en el Instituto Superior de Arte (ISA).

## Exposiciones individuales
Entre sus exposiciones individuales podemos mencionar en 1979 la llamada Exposición Litografías de Carlos del Toro, en el Pequeño Salón, en el Museo Nacional de Bellas Artes, ubicado en La Habana, Cuba. En 1990 presentó la muestra Temperas, en la Galería Víctor Manuel, en La Habana, Cuba. Al año siguiente presentó Graphic Art and Paintings, en Bolonia, Italia. Más tarde, en el año 1994, reúne sus obras bajo el título de  Entresaurios II, en la Galería La Acacia en La Habana, Cuba. Otra muestra personal tuvo lugar en 1996, con el nombre de Pintura/Grabado. Carlos del Toro, puesta en el Taller Experimental de Gráfica (TEG), en La Habana, Cuba.

## Exposiciones colectivas
Sus obras han conformado diversas muestras colectivas así como ferias y bienales. En 1979, participó en la Primera Trienal de Grabado Víctor Manuel, celebrada en la Galería de La Habana. En 1983 estuvo incluido en la muestra Cuban Painting en la Sociedad Internacional de artistas de Japón (JIAS),Yamaguchi Museum/ Hakodate Municipal Hall, Hokkaido, Japón. En 1991 fue parte de 18 Peintres de Cuba à Paris, en el Festival de L'Humanité, París, Francia. También fue invitado a participar en 1993 en la Internationale Grafick Biennale Maastricht Exhibition and Congress Center (MECC), Maastricht, Holanda.
En noviembre de 2008, presentó en Mérida y Cancún una muestra colectiva con varios artistas cubanos, esta muestra forma parte de un proyecto auspiciado y originalmente curado por el promotor cultural Evelio Pérez Paula.
2012 - Exposición Curada por Evelio Pérez Paula, en el Domo del Ayuntamiento de Cancún, titulada Incubate.

## Premios
Ha ganado varios premios y reconocimientos entre ellos la mención obtenida en el VIII Salón Nacional de Jóvenes en el Museo Nacional de Bellas Artes, La La Habana, Cuba. En 1982 obtuvo el segundo premio en La literatura en las Artes Visuales, Sala Rubén Martínez Villena, Galería UNEAC, La Habana, Cuba. También obtuvo en 1993 el premio del Museo Oswaldo Guayasamín Encuentro de Grabado'93, Centro Provincial de Artes Plásticas y Diseño, La Habana, Cuba.